# クウェスト・レコード
クウェスト・レコード（Qwest Records）は、1980年にワーナー・ブラザース・レコードとのジョイント・ベンチャーとしてクインシー・ジョーンズによって始められたアメリカのレコード・レーベルであり、ワーナー・ミュージック・グループが所有していたが、ジョーンズは1981年までA&Mレコードと契約していた。ジョージ・ベンソンの1980年のアルバム『ギヴ・ミー・ザ・ナイト』が、ベンソンと契約を結んでいたワーナー・ブラザース・レコードとの共有という格好ではあったものの、クウェストからの最初のリリースとなった。クウェストと最初に契約したアーティストの1人は、ジョーンズの孫娘にあたるパティ・オースティンであった。クウェストから1981年に『デイライトの香り (Every Home Should Have One)』をリリースしている。
R&B市場に焦点を当てていたが、その契約アーティストには、フランク・シナトラ (ジョーンズが1960年代にプロデュースを担当している)、テヴィン・キャンベル、レイディアンス、そしてイギリスのオルタナティヴ・ダンス・グループであるニュー・オーダー（初期のポストパンク・バンド、ジョイ・ディヴィジョンの残されたメンバーたち）も含まれていた。
| 「 | ニュー・オーダーがアメリカでの活動を進めるために私のレーベルを選んでれたことをとても光栄に思っています。彼らは美しい人たちです。 | 」 |

クインシー・ジョーンズ - NME - 1990年5月
レーベルは、1990年代にヒップホップ・ミュージックにも進出した。クウェストはまた、長いキャリアを積んでいるR&Bアーティストのタミアを見出した。ゴスペル・グループのワイナンズが1985年にレーベルと契約。タタ・ヴェガも契約し、『Now I See』をクウェストを通じてリリースした。ピューリッツァー賞を受賞したウィントン・マルサリスのアルバム『ブラッド・オン・ザ・フィールズ』に参加しているロバート・スチュワートは、1994年にレーベルと契約。クウェストから出た彼の2枚のアルバム『In the Gutta』と『The Force』は批評家からの称賛を受けた。
クウェストは2000年に閉鎖され、ワーナー・ブラザース・レコードが後を引き取った。その名簿は、ワーナー・ブラザースに吸収されるか、削除されるか、あるいは宙ぶらりんのままにされた。2006年、ジョーンズの一部のタイトルはユニバーサル・ミュージックに配布と再プレスのライセンスが与えられたが、削除されたタイトルを含め、他のすべてはワーナー・ブラザースに残された。

## 参照
- レコード会社一覧